# Io Volcano Observer
Io Volcano Observer, IVO (Спостерігач вулканів Io) запропонована роботизована місія, яка, якщо буде схвалена і запущена, здійснить дослідження Юпітера і його супутника Io. IVO запропонована NASA, університетом Арізони і університетом Джона Гопкінса за підтримки Лабораторії фізики як місія класу «Discovery» у 2010 і у 2015 році. Місія також запропонована для програми «New Frontiers».
IVO — низькобюджетна місія для вивчення зовнішніх планет, яка має дослідити вулканічну активність і вплив на систему Юпітера шляхом вимірювань його глобального теплового потоку, його магнітного поля, температуру лави і склад атмосфери, вулканічні плюми.

## Історія місії

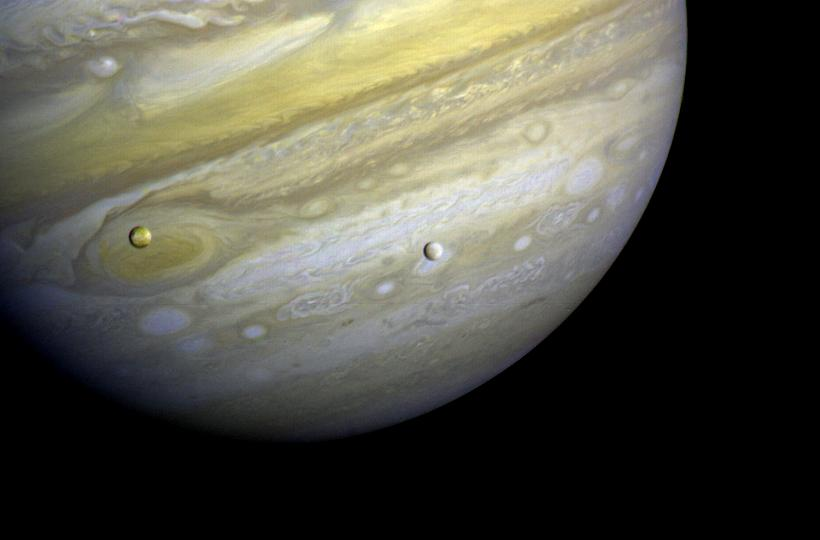
Юпітер, Іо, Європа, сфотографовані Вояджером 1

Io Volcano Observer має бути запущений ракетою-носієм Атлас 5 (конфігурація 401). Міжпланетна станція здійснить гравітаційний маневр навколо Землі і скерується до Юпітера. Після прольоту Іо, апарат здійснить маневр для того, щоб вийти на орбіту Юпітера. На шестимісячній орбіті, апарат має здійснити вісім зближень з Іо протягом 22 місяців (головна місія). Io Volcano Observer матиме нахил орбіти 42° і під час кожного зі зближень наближатиметься до супутника з південного полюса. Найближче зближення до Іо має пролягати біля екватора між 200 та 500 км і, після цього, віддалятись через північний полюс. Для покращення виявлення змін, IVO повертатиметься в те саме місце на орбіті, зберігаючи аналогічні умови освітлення впродовж основної місії. Якщо під час виконання основної місії у космічного апарата функціонуватимуть елементи живлення, місія може бути подовжена. Ця розширена місія може включати підвищення орбітального періоду IVO до одного року для спостереження змін на Іо за більший проміжок часу і, можливо, зближення з нерегулярними супутниками Юпітера. Розширена місія може тривати до 8 років з 8 зближеннями.

## Поточний стан
На 2017 рік — Io Volcano Observer — знаходиться в стадії концепту, місія пропонувалась у 2008, 2009 і 2010 роках як місія для програми «Discovery», проте місія не була обрана. У лютому 2015 IVO знову була запропонована як місія № 13 для програми «Discovery»., проте NASA знову не обрала цю місію.

## Наукові дані

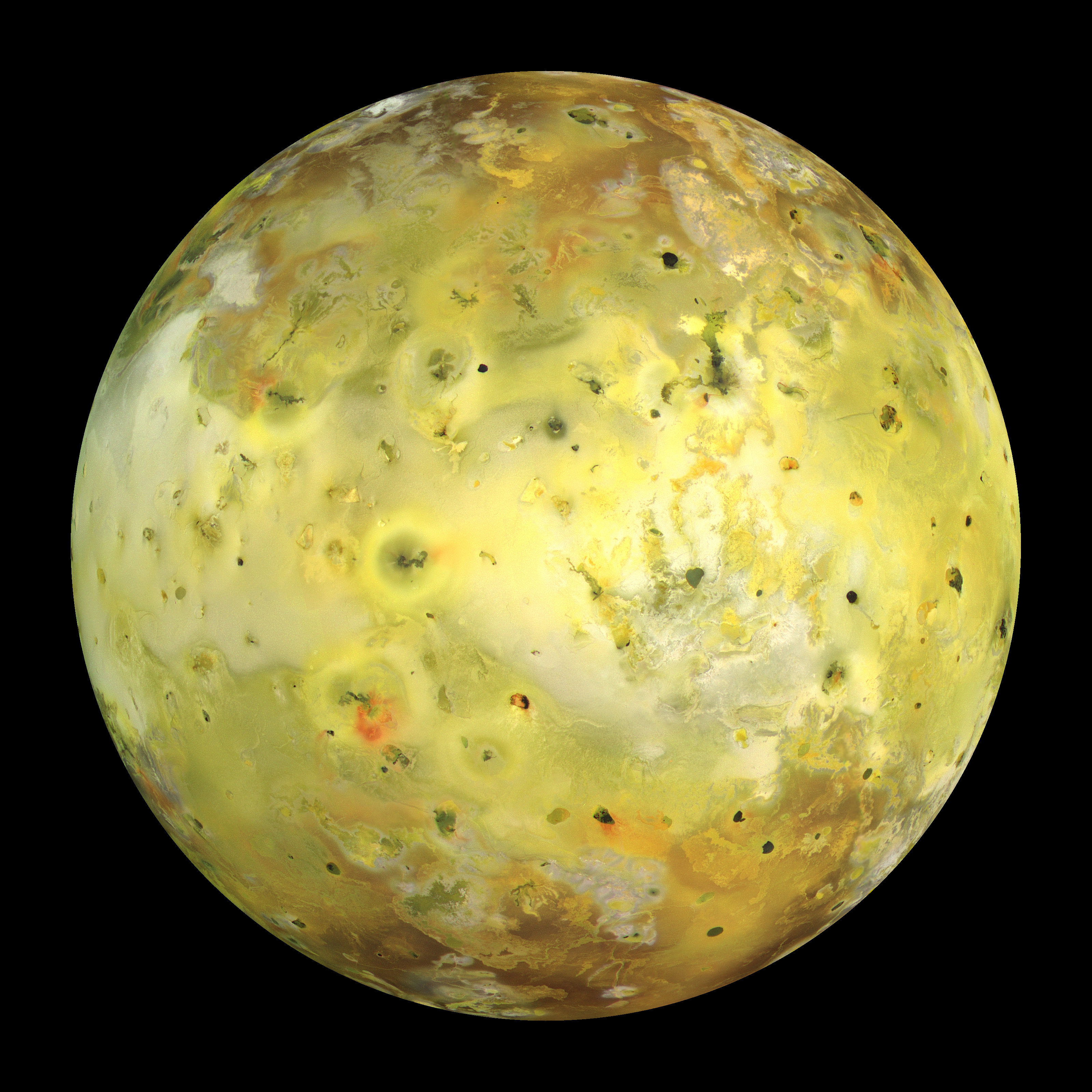
Іо

Активний вулканізм був відкритий на Іо Вояджером-1 у березні 1979. Значна кількість вулканів на Іо — це результат припливного нагрівання, цей процес також призвів до збільшення внутрішнього тепла у внутрішніх супутників планети, таких як Енцелад і Європа. На обох супутниках в результаті припливного нагріву близько до поверхні утворилась рідка вода, це позначається на геології супутників і робить можливим існування живих організмів. Починаючи з 1979 року, вулканічна активність спостерігалась наземними астрономами, а також космічними апаратами «Галілео», «Кассіні» і «Нові обрії». Галілео під час своєї восьмирічної місії пролетів повз Іо сім разів. Проте, через проблеми з науковими приладами, кількість і якість даних, які були передані з апарата під час обльотів є досить обмеженою. Обидва космічні апарати — «Кассіні» і «Нові обрії» пролетіли повз систему Юпітера на відстані більшій, ніж орбіта Калісто, який належить до Галілеєвих супутників, тому отримали обмежені дані щодо Іо.

## Наукові цілі
Наукові цілі, які були запропоновані:
- Дослідити поточний вулканізм на Іо і його наслідки для вулканічних процесів на інших космічних тілах вродовж всього геологічного періоду.
- Дослідити внутрішню структуру Іо і механізм припливного нагріву для вивчення еволюції супутників і позасонячних планет.
- Зрозуміти процеси, які формують гори і патери на Іо і наслідки для тектонічних процесів в умовах високого теплового потоку, які, можливо, існували на ранніх етапах історії інших планетарних об'єктів.
- Зрозуміти, як Іо впливає на систему Юпітера і наслідки впливу на інші планетарні системи.
- Пошуки доказів активності в надрах Іо.
- Зрозуміти утворення внутрішнього магнитного поля Іо.

## Наукові інструменти
Корисне навантаження складатиметься з вузькокутової та ширококутової камер, подвійного індукційного магнітометра, термального картографа, іонного і нейтрального масс-спектрометра, аналізатора іонів плазми. Головний керівник — Альфред Мак'юен.